# Cyrtosperma bougainvillense
Cyrtosperma bougainvillense är en kallaväxtart som beskrevs av Alistair Hay. Cyrtosperma bougainvillense ingår i släktet Cyrtosperma och familjen kallaväxter. Inga underarter finns listade.